# Pichwai

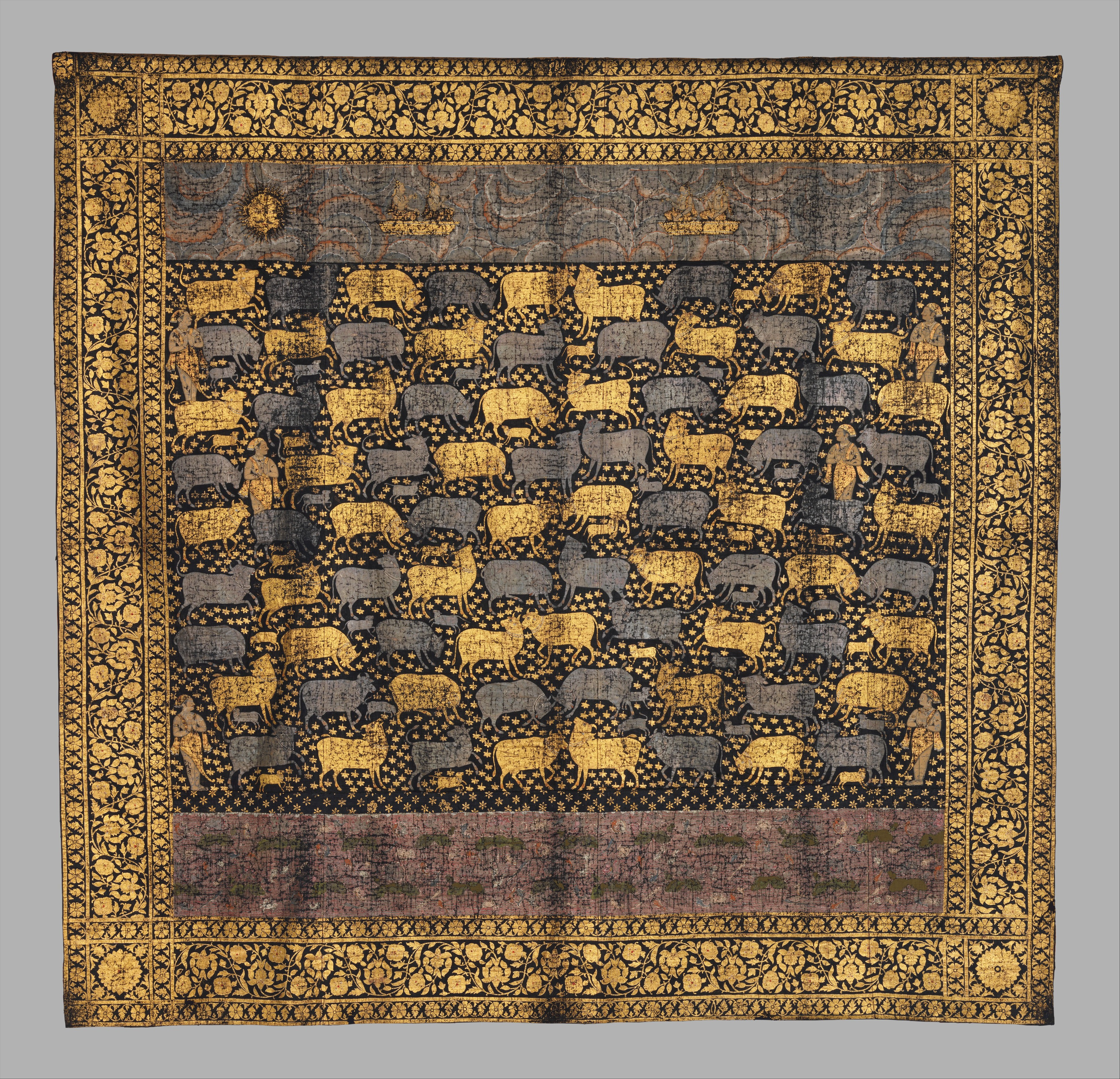
Pichwai mit der Feier des Kuhfests in der Kollektion des Metropolitan Museum of Art. Zeremonieller Stoff; bemalt und bedruckt mit Blattgold und -silber und opaker Wasserfarbe auf indigo-gefärbter Baumwolle.

Pichwai (auch Picchwai, Pichhavai, Pichhvai, Pechhavai und weitere Formen) sind große gemalte hinduistische Andachtsbilder, die meist auf Stoff den Gott Krishna darstellen. Das Hauptmotiv von Pichwai-Malereien ist Shrinathji, eine Form von Krishna, als siebenjähriges Kind. Picchwai bedeutet wörtlich „das, was hinten hängt“. Es setzt sich aus den beiden Sanskrit-Wörtern „pich“ (hinten) und „wai“ (hängen). Es bezieht sich insbesondere auf die Form von Bildtextilien, die speziell für die Verwendung als Kulissen in den Schreinen von Shrinathji hergestellt werden.

## Geschichte
Im 15. Jahrhundert entstand in Nordindien mit der von Vallabha gegründeten Pushti-Mārga eine neue Form der Krishna-Verehrung. Bedeutende Darstellungen finden sich im Shrinathji-Tempel in Narthdwara, Rajasthan, der um 1672 fertiggestellt wurde. Sie finden sich vor allem in den Hindu-Tempeln der Rudra-Sampradaya Schule des Vishnuismus, zu der auch Pushti-Mārga gehört. Die Nathdwara-Malerei ist vor allem für die Pichwai-Malerei bekannt. Auch im maharastrischen Aurangabad sind Pichwais weit verbreitet. 
Neben der Darstellung von Shrinathji wird Krishna in Pichwais auch in anderen Formen dargestellt. Auch bedeutende religiöse Ikonen des Pushti-Mārga wie Goswamis kommen vor. Es wird häufig eine zum Teil theatralische Inszenierung gezeigt. Pichwais werden unter anderem auf Baumwolle gemalt, aus Brokat und schwerer Seide gefertigt, bestickt, bemalt und gefärbt. Sie werden auch verwendet, um Analphabeten die Geschichten von Krishna Analphabeten näherzubringen. 